# Saint-Marc-sur-Couesnon
Saint-Marc-sur-Couesnon (en bretó Sant-Marzh-ar-C'houenon) és un municipi francès, situat a la regió de Bretanya, al departament d'Ille i Vilaine. L'any 2006 tenia 459 habitants. Limita amb els municipis de Saint-Hilaire-des-Landes, Saint-Sauveur-des-Landes, La Chapelle-Saint-Aubert, Saint-Jean-sur-Couesnon, Mézières-sur-Couesnon i Saint-Ouen-des-Alleux.

## Demografia
| 1962                                       | 1968 | 1975 | 1982 | 1990 | 1999 |
| ------------------------------------------ | ---- | ---- | ---- | ---- | ---- |
| 491                                        | 411  | 339  | 368  | 402  | 410  |
| Des de 1962: població sense dobles comptes |      |      |      |      |      |

## Administració
| Període | Identitat      | Partit |
| ------- | -------------- | ------ |
| 2001-   | Armand Denoual |        |